# Mata Amritanandamayi
Mata Amritanandamayi Devi' (en escriptura devanagari: माता अमृतानन्‍दमयी), també coneguda com a Mare (Amma) (nascuda el 27 de setembre de 1953), amb el nom de Sudhamani Idamannel en el poble de Parayakadavu (avui dia conegut com a Amritapuri), prop de Kollam, Kerala. L'any 1993 va ser designada com una de les tres representants de la fe hinduista en el parlament de les religions del món, celebrat a Chicago. L'agost de 2000 va ser convidada per segona vegada a l'ONU per a participar en la Cimera Mundial per la Pau: i l'octubre de 2002 aquesta mateixa insititució li va concedir el premi a la No-violència Gandhi King.
Líder religiosa de l'hinduisme, reconeguda pels seus seguidors com a Mahatma (Gran ànima) o santa viva. És especialment coneguda per actes multitudinaris on reparteix abraçades, per la seva labor caritativa i per la seva lluita pel dialeg interreligiós, la justícia social i la pau. Ha visitat Catalunya diverses vegades, per exemple durant el Fòrum de les Cultures de 2004, o en altres ocasions al Palau Sant Jordi o al Pavelló de la Mar Bella.
Amritanandamayi és conegut per referir-se sovint a si mateix en tercera persona.